# Silja Symphony
Le Silja Symphony est un cruise-ferry de la compagnie finlandaise Silja Line. Construit de 1990 à 1991 par les chantiers Masa Yards de Turku, il est le sister-ship du Silja Serenade, lancé un an auparavant et également le plus grand ferry du monde à sa livraison. Mis en service en mai 1991, il est affecté aux lignes reliant la Finlande à la Suède.

## Histoire

### Origines et construction
Tout au long des années 1980, les consortiums rivaux Silja Line et Viking Line se livrent une concurrence acharnée sur les lignes maritimes reliant la Finlande à la Suède. Depuis la mise en service des premiers cruise-ferries de Viking Line en 1980, les deux transporteurs ont pris part à une guerre du tonnage et du luxe qui a vu la construction de navires toujours plus imposants et confortables. Au milieu de la décennie, Silja Line dispose alors de la flotte la plus performante avec les jumeaux Finlandia et Silvia Regina naviguant entre Helsinki et Stockholm et les sister-ships Svea et Wellamo entre Turku, Mariehamn et Stockholm. Cependant, dès 1985, Viking Line riposte avec la mise en service entre Helsinki et Stockholm du Mariella et de l‘Olympia, présentant des caractéristiques similaires. Alors que la compagnie aux bateaux rouges envisage également de renforcer sa flotte entre Turku, Mariehamn et Stockholm, Effoa et Johnson Line, les propriétaires de la flotte Silja Line, décident de la construction d'une nouvelle paire de cruise-ferries destinée à remplacer le Finlandia et le Silvia Regina et de surpasser les navires de Viking Line. 
Commandés aux chantiers Wärtsilä de Turku, qui s'étaient précédemment occupés de la construction du Finlandia et du Silvia Regina, les futurs navires vont être conçus pour être bien plus imposants et plus luxueux que leurs prédécesseurs. Affichant des dimensions sans précédent avec une longueur de plus de 200 mètres et un tonnage avoisinant les 60 000 tonneaux, soit presque deux fois le tonnage du Mariella, ils se singularisent également avec une conception bien plus proche de celle d'un navire de croisières que d'un ferry. Ils intègrent en effet dans leur architecture un couloir intérieur, appelé « Promenade », qui est aménagé le long de son axe central sur presque toute la longueur du navire et s'étendant aussi sur plusieurs étages, permettant entre autres d'offrir un plus grand nombre de cabines disposant de fenêtre. Cette promenade est l'élément central du navire, donnant accès à la majorité des bars et restaurants ainsi que des boutiques. Cet aménagement révolutionnaire inspirera par ailleurs la conception des futurs paquebots de la compagnie Royal Caribbean. Du côté des installations, outre les classique bars, restaurants et boutiques s'ajoutent des locaux inédits tels qu'un bar panoramique. Dotés d'une majorité de cabines disposant d'un hublot, donnant sur la mer ou sur la promenade, ils sont également équipés de suites, dont certaines disposant d'une véranda. 
La commande du deuxième navire, baptisé Silja Symphony, est passée aux chantiers Wärtsilä le 21 mars 1988 et la construction débute le 4 juin 1990. En octobre 1989, les chantiers Wärtsilä de Turku avaient fait faillite, ce qui avait retardé la construction de son jumeau le Silja Serenade. Le navire a toutefois pu être achevé grâce à la reprise du site par l'entreprise Masa Yards. Lancé le 15 novembre 1990, il est achevé durant les six mois suivants. Après avoir réalisé ses essais en mer le 8 mai, il est livré à EffJohn le 30 mai 1991. Identique au Silja Serenade, le Silja Symphony comporte néanmoins quelques différences minimes par rapport à son sister-ship, telles que sa cheminée faite d'aluminium au lieu d'acier ou encore ses ponts extérieurs peints en vert. Il arbore également le pavillon suédois, afin de respecter le caractère traditionnel finno-suédois propre à la compagnie.

### Service
Après avoir quitté les chantiers pour rejoindre la Suède, le Silja Symphony est mis en service le 31 mai 1991 entre Stockholm et Helsinki. Il rejoint son sister-ship le Silja Serenade, inauguré en novembre 1990. En 1994, des travaux sont effectuer à bord du navire afin d'augmenter son nombre de couchettes. 
Le 28 septembre 1994, alors qu'il effectue une traversée entre Stockholm et Helsinki, le navire se déroute pour participer aux opérations de sauvetage des survivants du naufrage du ferry Estonia. Troisième navire à arriver sur les lieux de la catastrophe, son rôle restera cependant limité en raison de l'état de la mer.
Le 7 février 1996, alors qu'il navigue dans l'archipel de Stockholm, le Silja Symphony s'échoue aux alentours de 19h20 à 50 mètres au large de Värmdö. Le navire parvient toutefois à se dégager par ses propres moyens le lendemain avant de regagner Stockholm afin que sa coque soit examinée. Les dommages nécessiteront son immobilisation jusqu'au 16 février.
En raison d'une loi de l'Union européenne interdisant la vente d'articles détaxés sur les lignes entre deux pays de l'espace Schengen, le Silja Symphony et son jumeau réalisent à partir de juillet 1999 une escale à Mariehamn, située sur le territoire autonome d'Åland, à chaque traversée. Le statut particulier de ce territoire finlandais permet ainsi aux compagnies de continuer à proposer des tarifs hors taxes au sein des boutiques.
Dans la matinée du 6 août 2001, le navire est victime d'un black-out entrainant l'arrêt de ses moteurs alors qu'il se trouve au sud de l'île de Jussarö. Le courant est finalement rétabli ou bout de 15 minutes. La cause de cette panne serait attribuée à la rencontre d'un banc de poissons dont la plupart se seraient introduits dans les pompes du système de refroidissement.

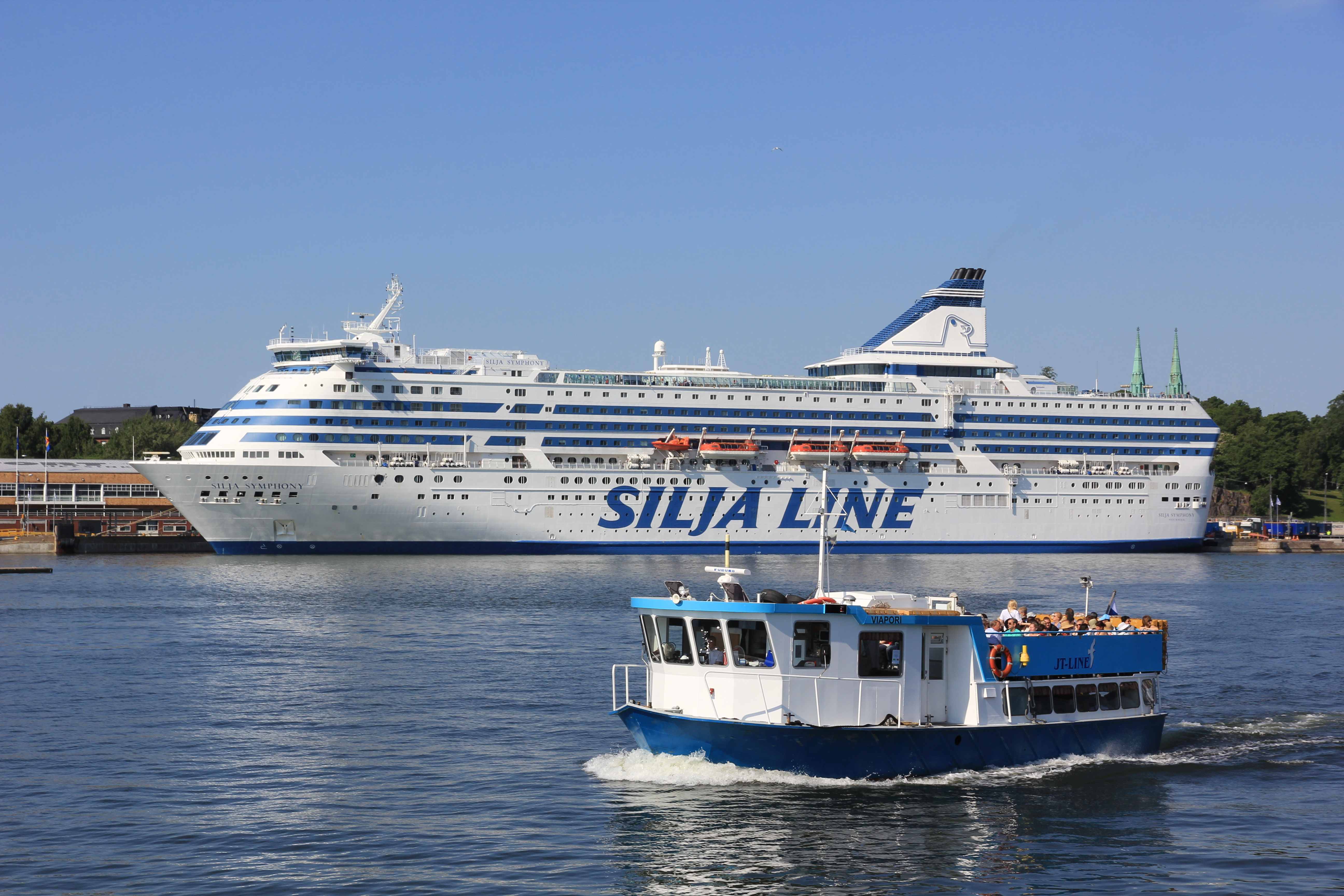
Le Silja Symphony à Helsinki en 2011.

En 2006, ses aménagements intérieurs sont modernisés au cours de son arrêt technique effectué à Naantali du 27 janvier au 12 février. Cette même année, Silja Line est rachetée par la compagnie estonienne Tallink qui devient propriétaire de la marque et de la flotte. Malgré cet évènement, l'affectation du navire et de son jumeau reste inchangée.
Le 27 octobre 2019, une avarie au niveau de son stabilisateur tribord entraîne l'annulation de la traversée qu'il devait effectuer vers Helsinki.
Au cours de son arrêt technique effectué à Turku du 7 au 21 janvier 2019, le navire bénéficie d'une importante réfection au niveau des locaux communs et des cabines. La décoration intérieure est modernisée et de nouvelles moquettes sont ajoutées.
À partir du mois de mars 2020, les services de Silja Line sont perturbés en raison des restrictions dues à la crise sanitaire provoquée par la pandémie de Covid-19. Immobilisé, le Silja Symphony est dans un premier temps désarmé à Stockholm. Malgré le rétablissement progressif de la situation, la ligne reliant Helsinki à Stockholm demeure suspendue. Le navire reprend toutefois du service à partir du mois de juillet sur les mini-croisière entre Stockholm, Mariehamn et Visby sur l'île de Gotland jusqu'au 16 août. Après quelques traversées entre Stockholm et Turku, il est affecté à des minis croisières entre Stockholm, Mariehamn et Härnösand dans le golfe de Botnie. Il cependant de nouveau immobilisé à partir du 4 octobre.

## Aménagements
Le Silja Symphony possède 14 ponts. Les locaux passagers se situent sur la totalité des ponts 5 à 12 ainsi que sur une partie des ponts 13 et 2. Ceux de l'équipage occupent principalement les ponts 3 et 4, de part et d'autre du garage.

### Locaux communs
Le Silja Symphony est équipé d'un grand nombre d'installations d'une qualité semblable à celles d'un navire de croisières. Situées en grande majorité sur les ponts 6 et 7, elles comptent six espaces de restauration, un bar-spectacle, un bar discothèque, un pub, un casino ainsi que la fameuse promenade centrale courant sur presque toute la longueur et autour de laquelle se regroupent la plupart des points de vente. Ces installations ont été rénovées à plusieurs reprises, notamment en 2019.
Depuis la refonte de 2019, les installations du cruise-ferry sont organisés de la manière suivantes :
- Starlight Palace : vaste bar-spectacle sur deux étages situé sur les ponts 7 et 8 vers l'avant du navire.
- Sea View Lounge : bar à l'ambiance plus intimiste situé à l'avant pont 8 ;
- Sea Pub : pub traditionnel situé à l'arrière du navire sur le pont 7 ;
- New York Club & Lounge : bar-discothèque panoramique situé sur le pont 13 sous la cheminée ;
- Coffee & Co : coffee shop utilisant la franchise Starbucks sur le pont 7 vers l'arrière ;
- Grande Buffet : restaurant buffet situé au pont 6 à l'arrière du navire ;
- Tavolàta Ristorante Italiano : restaurant à la carte proposant une cuisine d'inspiration italienne situé au pont 6 ;
- Grill House : restaurant grill situé au milieu du navire sur le pont 7 ;
- Happy Lobster : restaurant à la carte situé proposant des menus à base de la pêche du jour au milieu arrière du pont 7 ;
- Bon Vivant : restaurant à thèmes situé au niveau de la promenade sur le pont 7 ;
- Sushi & Co : restaurant japonais situé à l'arrière au niveau de la promenade sur le pont 7 ;
- Mundo : cafétéria ouverte 24 heures sur 24 située sur le pont 7 au centre ;

En plus de ces installations, le Silja Symphony dispose d'une vaste galerie marchande sur le pont 6 composée d'un supermarché hors-taxe ainsi que d'une parfumerie et d'une boutique de vêtements sur le pont 7. Un centre de conférences se trouve à l'avant du pont 6 et un sauna et un centre de bien-être sur le pont 12 à l'arrière.

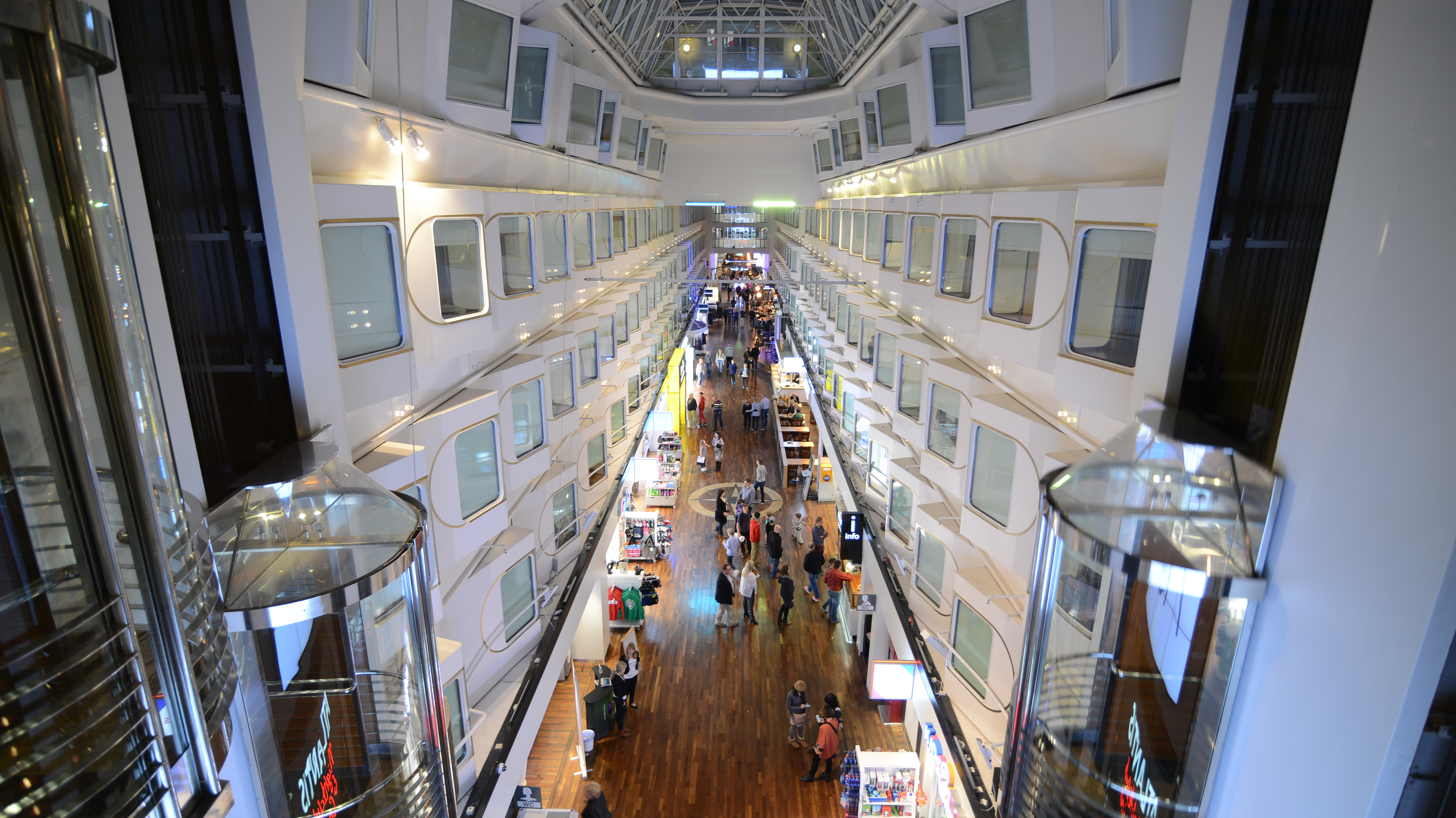
Promenade centrale vue d'en haut.
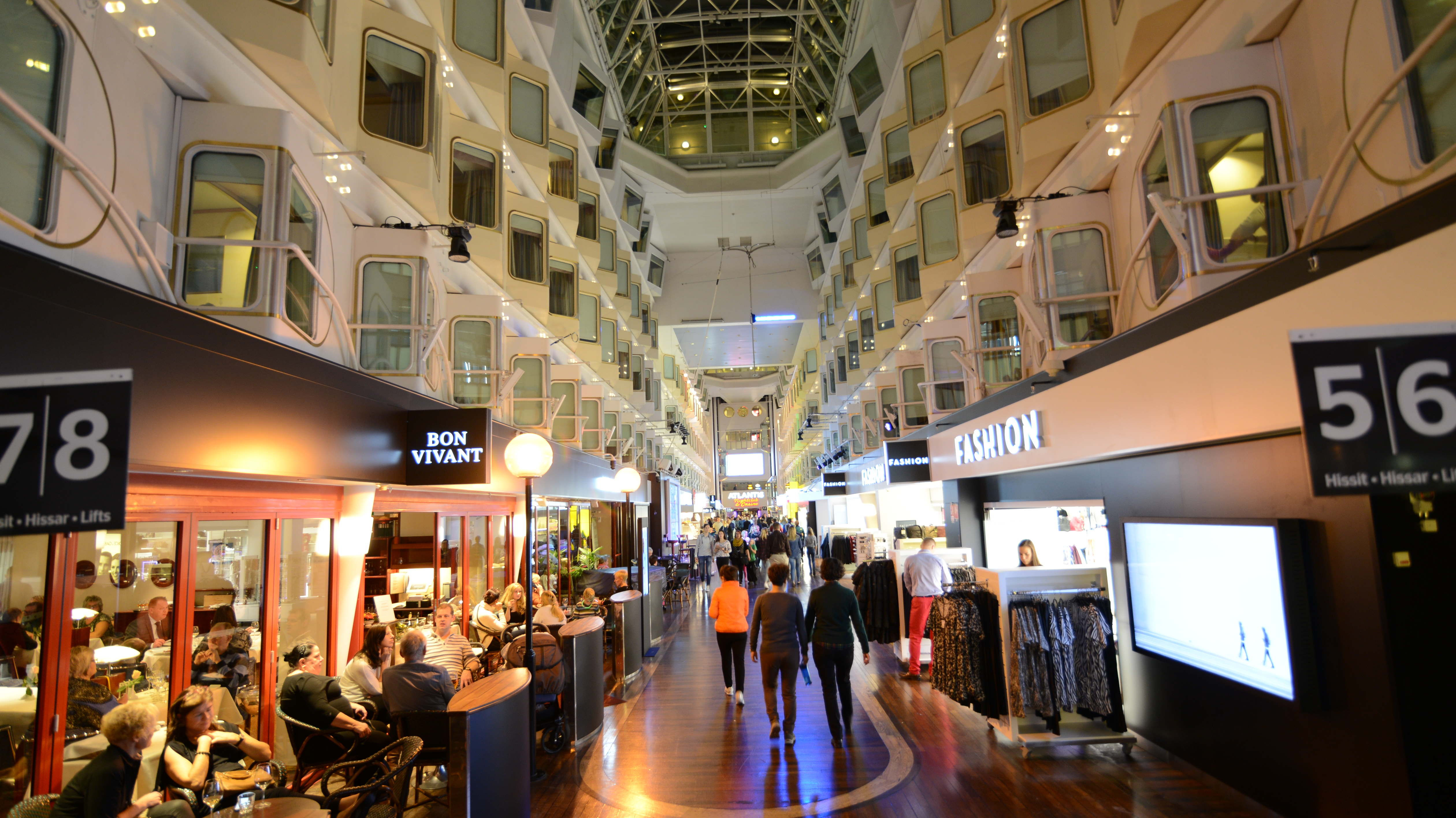
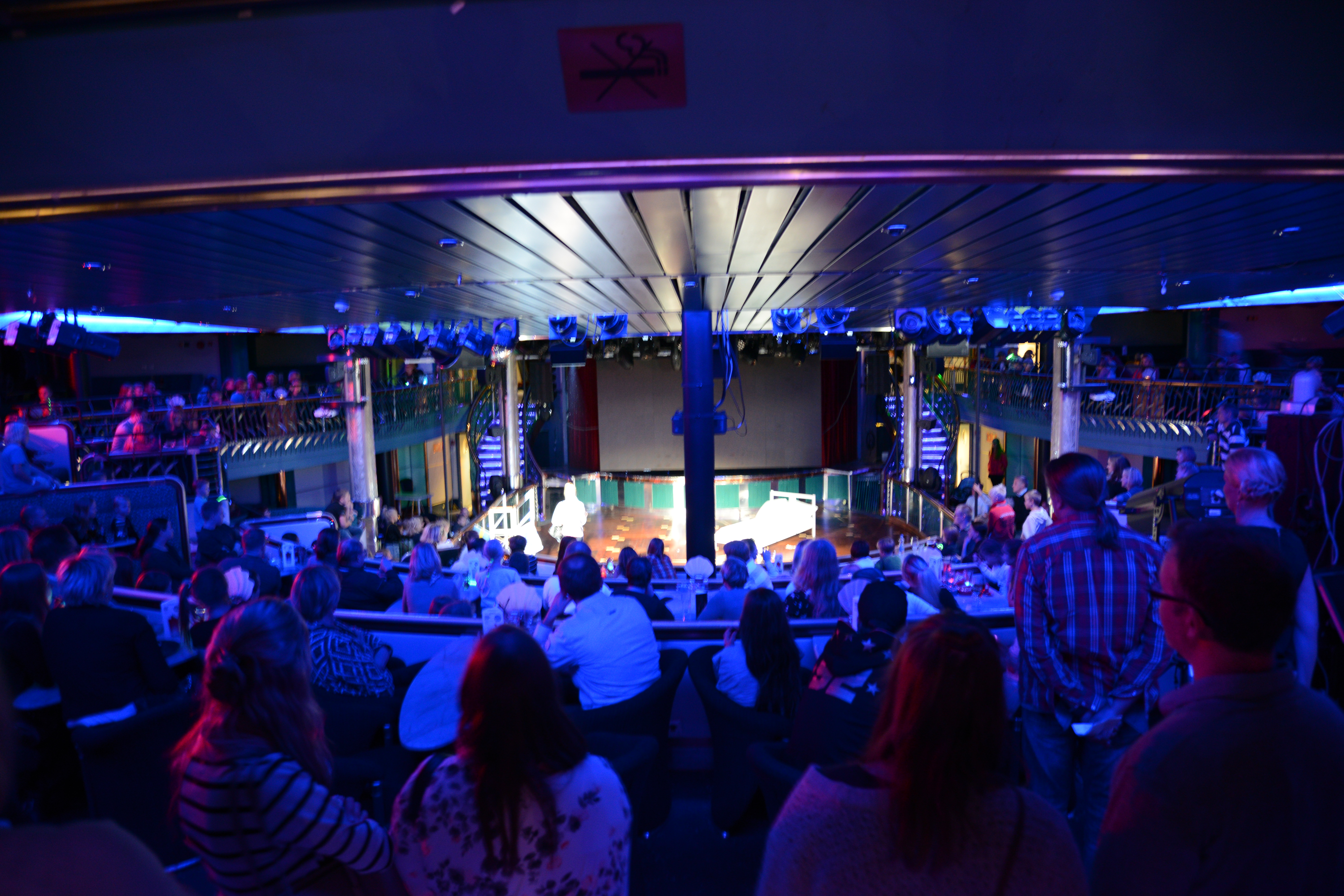
Bar-spectacle Starlight.
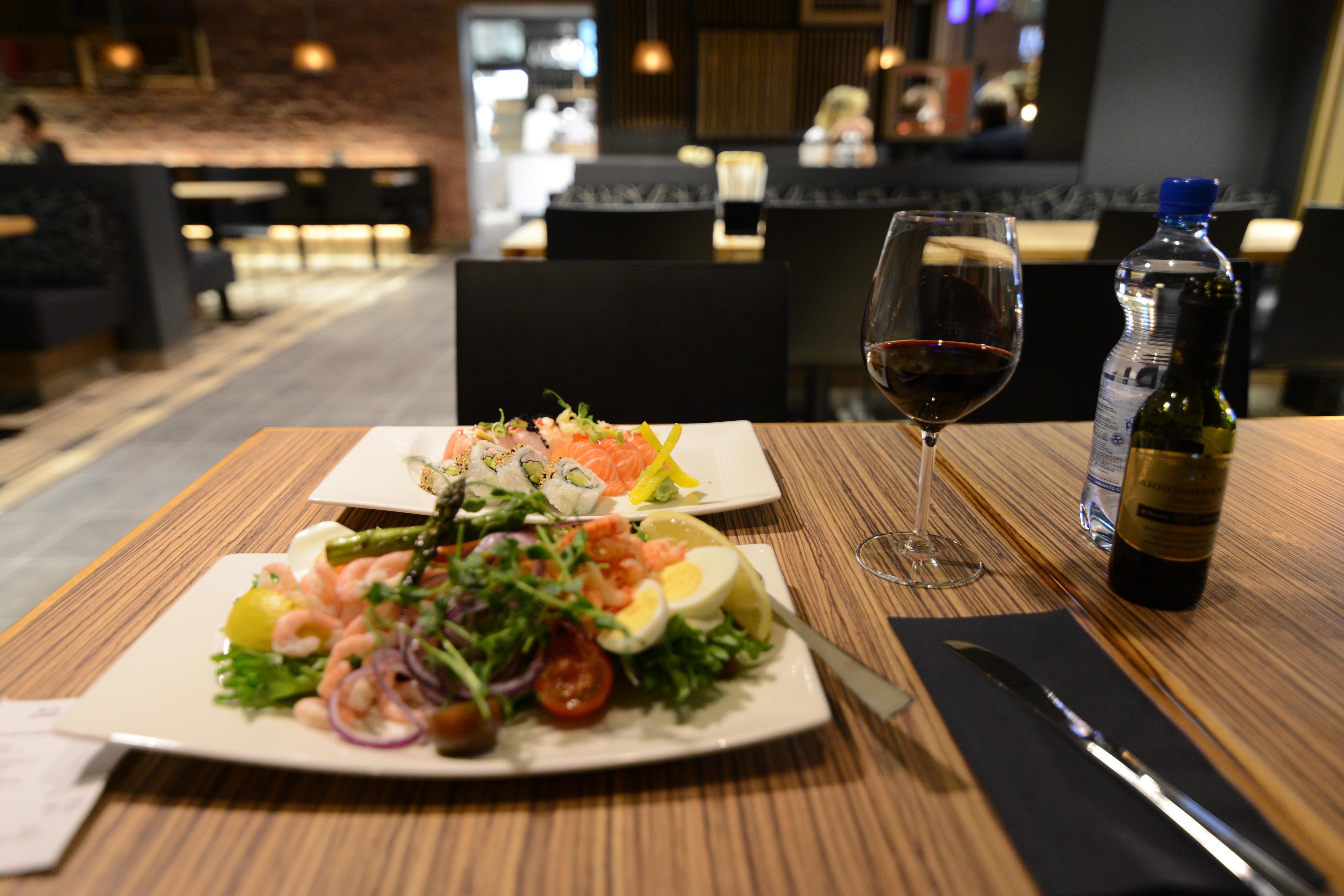
Restaurant Sushi & Co, pont 7.

### Cabines
Le Silja Symphony possède 986 cabines situées sur les ponts 5, 8, 9, 10, 11 et 2. Les cabines standards, internes ou externes, sont équipées de deux à quatre couchettes ainsi que de la télévision et de sanitaires comprenant douche, WC et lavabo. Certaines d'entre elles disposent d'un grand lit à deux places. Le navire propose également des suites offrant des prestations variables comme des vérandas pour les plus confortables. Des cabines accessibles aux personnes à mobilité réduite ou aux animaux sont aussi présentes. La majorité des cabines sont équipées d'un hublot, donnant soit sur l'extérieur, soit sur la promenade centrale. 

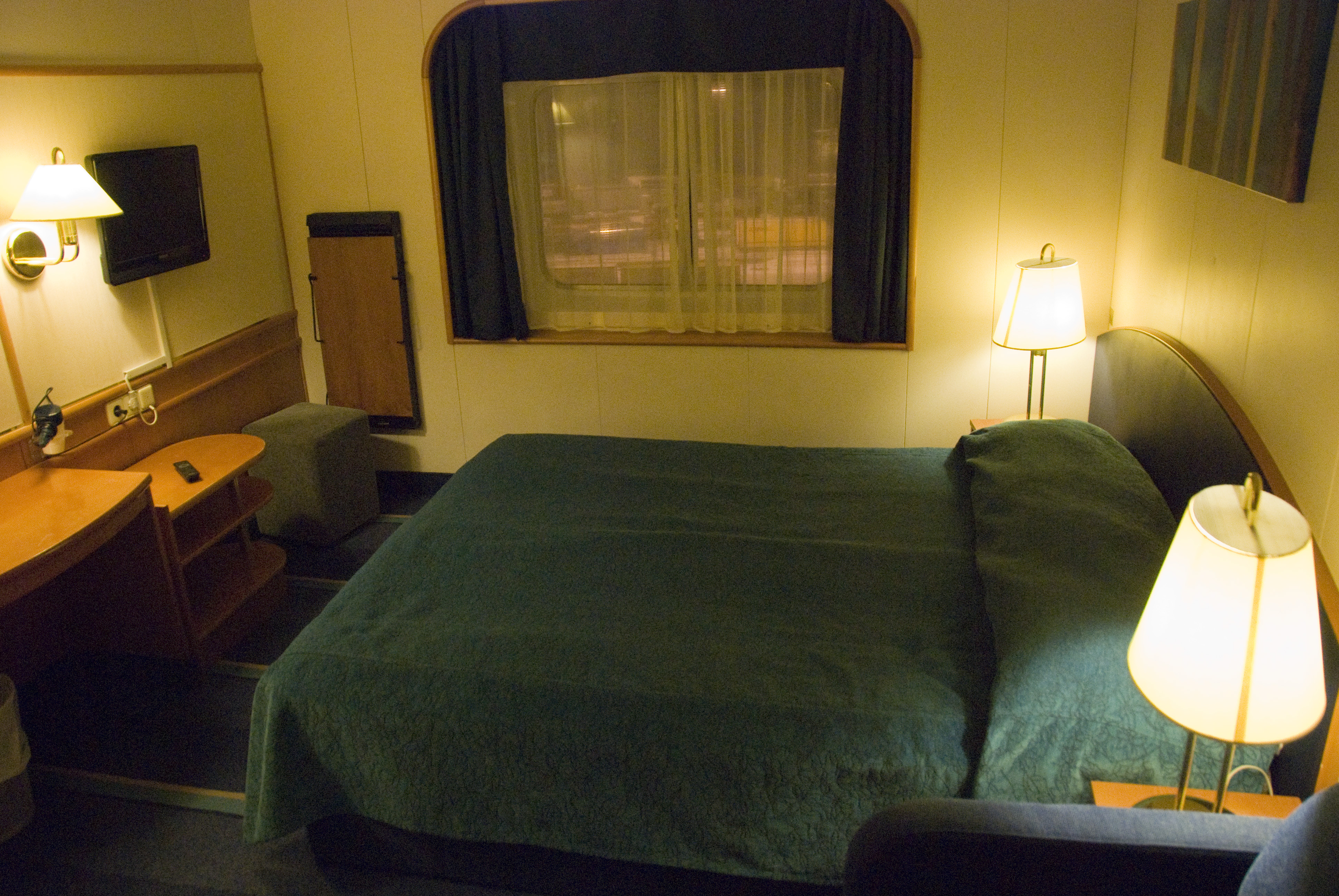
Cabine extérieure équipée d'un grand lit.

## Caractéristiques
Le Silja Symphony mesure 203,03 mètres de long pour 31,93 mètres de large et son tonnage est de 58 377 UMS. Le navire avait à l'origine une capacité de 2 500 passagers avant que celle-ci ne soit portée dans un premier temps à 2 670 en 1992 puis finalement à 2 852 en 2014. Il est pourvu d'un garage de 932 mètres linéaires pouvant accueillir 410 véhicules répartis sur deux niveaux. Le garage est accessible par une porte rampe située à l'arrière et une porte rampe avant. La propulsion est assurée par quatre moteurs diesels Wärtsilä-Vasa 9R46 développant une puissance de 32 580 kW entraînant deux hélices à pas variable faisant filer le bâtiment à une vitesse de 21,5 nœuds. Le Silja Symphony possède six embarcations de sauvetage fermées de grande taille, trois sont situées de chaque côté vers l'arrière du navire. Elles sont complétées par une embarcation de secours et un canot semi-rigide. En plus de ces principaux dispositifs, le navire dispose de plusieurs radeaux de sauvetage à coffre s'ouvrant automatiquement au contact de l'eau. Le navire est doté de deux propulseurs d'étrave facilitant les manœuvres d'accostage et d'appareillage ainsi que d'un propulseur arrière et de stabilisateurs anti-roulis. Il est également équipé d'une coque brise-glace classée 1 A Super.

## Lignes desservies
Depuis sa mise en service, le Silja Symphony est essentiellement affecté à la liaison entre la Finlande et la Suède sur la ligne Helsinki - Stockholm qu'il effectue en traversée de nuit. Depuis 1999, une escale est effectuée à Mariehamn, située sur le territoire autonome d'Åland afin de permettre entre autres aux passagers de bénéficier de tarifs détaxés dans les boutiques du bord. 
Dans le contexte de la pandémie de Covid-19, le navire a exceptionnellement navigué entre la Suède, Mariehamn et Visby, sur l'île de Gotland mais également entre Stockholm, Mariehamn et Härnösand dans le golfe de Botnie durant l'été 2020.